# Johan Törnström den yngre
Johan Törnström, född 16 maj 1775 i Stockholm, död 29 juli 1834 i Karlskrona, var en svensk bildhuggare.
Han var son till amiralitetsbildhuggaren Johan Törnström och Lovisa Margaretha Löfberg och gift med Charlotta Ammenberg. Han var bror till ritmästaren Charles Törnström och styrmannen Per August Törnström samt halvbror till Emanuel Törnström och farbror till Carl Johan Emanuel Törnström. Han var vid sin fars död 1828 bildhuggargesäll vid flottan och avancerade slutligen till amiralitetsbildhuggare. Merparten av hans produktion har förstörts i samband med att de fartyg han arbetade med har blivit upphuggna eller sänkta.